# Millettia mossambicensis
Millettia mossambicensis é uma espécie vegetal da família Fabaceae.
Apenas pode ser encontrada em Moçambique.